# Месфин Хагос
Месфин Хагос (англ. Mesfin Hagos; 21 ноября 1947, Маэкель) — эритрейский политический, государственный и военный деятель. Министр обороны Эритреи в 1994—1995 годах.
С 1966 года — рядовой участник Фронта освобождения Эритреи, позже стал заместителем командующего Зоной 5 фронта, начальником штаба боевых подразделений партии. Был одним из командиров, участвовавших в битве при Афабете, уничтожившей костяк эфиопской армии. 
В 1977 году был одним из основателей Народного фронта освобождения Эритреи. Член Исполкома (1977—1987) и партии Народный фронт за демократию и справедливость. Месфин Хагос некоторое время занимал должность руководителя аппарата НФОЭ.
В 1995 году Хагос оставил пост министра обороны и стал главой региональной администрации провинции Дэбуба на юге Эритреи.

Члены Исполнительного комитета НФОЭ в 1977—1987 гг.:
стоят: Огбе Абраха, Али Саид Абделла (Ali Said Abdella), Себхат Эфрем (Sebhat Efrem), Хайле Уольдетинсаэ (Haile Woldetinsae), Петрос Соломон, Мохаммед Саид Барех, Месфин Хагос, Аль-Амин Мохаммед Саид (Al-Amin Mohammed Said),
сидят: Берхане Гебрезгабихер (Berhane Gherezgiher), Ибрагим Афа (Ibrahim Afa), Ромодан Мохаммед Нур (Romodan Mohammed Nur), Исайяс Афеворки, Махмуд Шрифо (Mahmoud Shrifo)

Участник группы G-15. Выступал против диктаторского правления 
Исайяса Афеворки.
В мае 2001 года эта группа людей написала открытое письмо с критикой действий Исайяса Афеворки, назвав их «незаконными и антиконституционными». Участникам группы было предъявлено обвинение в государственной измене. Центральное бюро НФДС считает, что все они разделяют, «…общую вину: как минимум, отказ исполнять свои обязанности в трудное для Эритреи время, как максимум — участие в заговоре, тяжкое преступление.» Из 16 подписавших письмо лишь немногие находятся за границей и на свободе, остальные арестованы и интернированы. Хагос на момент арестов находился за пределами страны. После репрессий президента Исайяса Афеворки против инакомыслящих, в 2013 году попросил политического убежища в Германии и сейчас проживает во Франкфурте-на-Майне, его семья проживает в Швеции.
Хагос сейчас является членом Демократической партии Эритреи , работающим в изгнании.